# Казанка (Болгария)
Казанка (болг. Казанка) — село в Болгарии. Находится в Старозагорской области, входит в общину Стара-Загора. Население составляет 152 человека.

## Политическая ситуация
Казанка подчиняется непосредственно общине и не имеет своего кмета.
Кмет (мэр) общины Стара-Загора — Светлин Танчев (Граждане за европейское развитие Болгарии (ГЕРБ)) по результатам выборов.